# Olympische Winterspiele 1960/Teilnehmer (Polen)
| Gelbes Symbol für Goldmedaillen mit stilisierten Olympischen Ringen | Graues Symbol für Silbermedaillen mit stilisierten Olympischen Ringen | Braundes Symbol für Bronzemedaillen mit stilisierten Olympischen Ringen |
| ------------------------------------------------------------------- | --------------------------------------------------------------------- | ----------------------------------------------------------------------- |
| —                                                                   | 1                                                                     | 1                                                                       |

Polen nahm an den VIII. Olympischen Winterspielen 1960 im US-amerikanischen Squaw Valley Ski Resort mit einer Delegation von 13 Athleten in vier Disziplinen teil, davon sieben Männer und sechs Frauen. Im Eisschnelllauf gewannen Elwira Seroczyńska mit Silber sowie Helena Pilejczyk mit Bronze über 1500 Meter die einzigen Medaillen für Polen bei diesen Spielen.

## Teilnehmer nach Sportarten

### Eisschnelllauf
Frauen
- Helena Pilejczyk
500 m: 12. Platz (48,2 s)
1000 m: 5. Platz (1:35,8 min)
1500 m: Bronze  (2:27,1 min)
3000 m: 6. Platz (5:26,2 min)

- Elwira Seroczyńska
500 m: 6. Platz (46,8 s)
1000 m: Rennen nicht beendet
1500 m: Silber  (2:25,7 min)
3000 m: 7. Platz (5:27,3 min)

### Nordische Kombination
- Józef Karpiel
Einzel (Normalschanze / 15 km): 19. Platz (419,984)

### Skilanglauf
Männer
- Józef Gąsienica Sobczak
30 km: 34. Platz (2:06:12,7 h)

- Józef Gut-Misiaga
15 km: 41. Platz (58:03,6 min)
4 × 10 km Staffel: 6. Platz (2:26:25,3 h)

- Andrzej Mateja
15 km: 43. Platz (58:09,1 min)
30 km: 23. Platz (2:01:54,7 h)
50 km: Rennen nicht beendet
4 × 10 km Staffel: 6. Platz (2:26:25,3 h)

- Józef Rysula
15 km: 18. Platz (54:13,3 min)
4 × 10 km Staffel: 6. Platz (2:26:25,3 h)

- Kazimierz Zelek
15 km: 28. Platz (55:59,4 min)
30 km: 22. Platz (2:01:27,1 h)
4 × 10 km Staffel: 6. Platz (2:26:25,3 h)

Frauen
- Stefania Biegun
10 km: 13. Platz (42:45,5 min)
3 × 5 km Staffel: 4. Platz (1:07:24,6 h)

- Józefa Czerniawska-Pęksa
10 km: 14. Platz (42:45,5 min)
3 × 5 km Staffel: 4. Platz (1:07:24,6 h)

- Helena Gąsienica Daniel
10 km: 21. Platz (45:08,2 min)
3 × 5 km Staffel: 4. Platz (1:07:24,6 h)

- Anna Krzeptowska-Żebracka
10 km: 20. Platz (44:36,1 min)

### Skispringen
- Władysław Tajner
Normalschanze: 31. Platz (188,2)